# دریاچه زابولوتیه
دریاچه زابولوتیه (انگلیسی: Zabolotye Lake) یک دریاچه در استان مسکو کشور روسیه است.